# Йозеф Торак

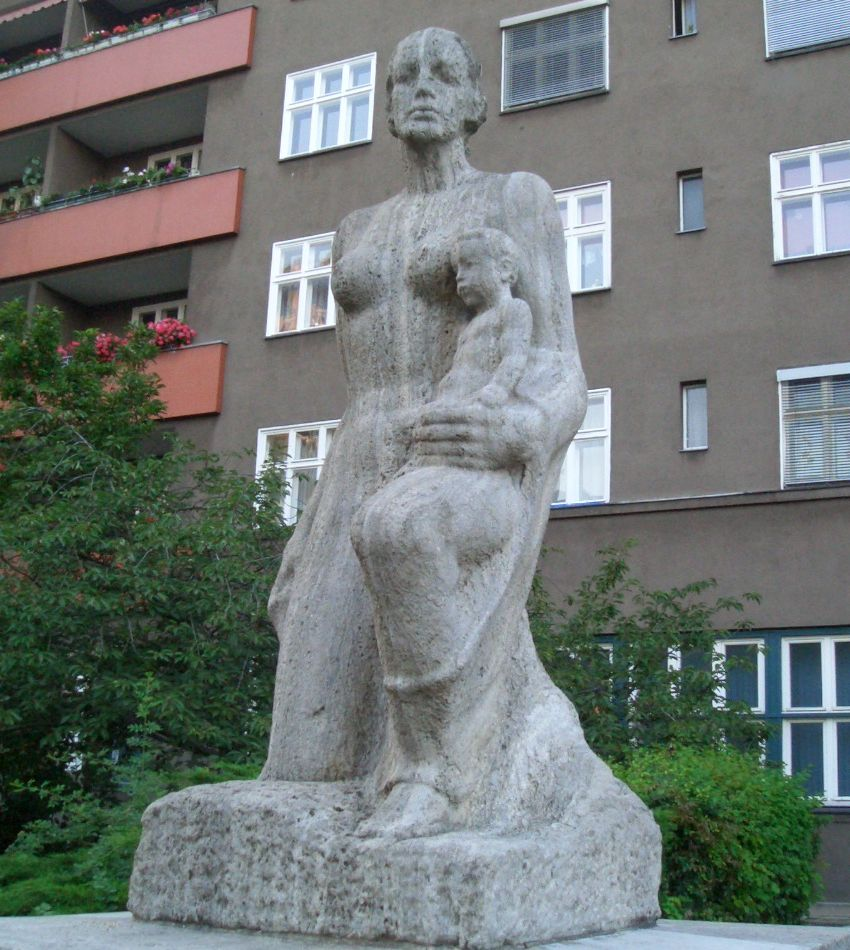
Статуя Торака «Рідні місця» (1928) в берлінському районі Шарлоттенбург, Німеччина.

Йозеф Торак, нім. Josef Thorak; 7 лютого 1889, Зальцбург, Австрія — 26 лютого 1952, палац Хартмансберг
, Німеччина) — австро-німецький скульптор.
Торак отримав визнання в 1922 році завдяки статуї «Вмираючий воїн» в Штольпмюнде (зараз Устка, Польща) в пам'ять загиблих у Першій світовій війні.
З 1933 року Торак, поряд з Арно Брекером і Фріцем Климшем, став одним з «офіційних» скульпторів Третього рейху. Характерною рисою неокласичного стилю Торака було зображення голих м'язистих фігур брутального виду. В його творчості помітно деякий вплив експресіонізму.